# Територијално проширење Сједињених Америчких Држава
Сједињене Америчке Државе створене су 4. јула 1776. године, Декларацијом о независности тринаест британских колонија у Северној Америци. У Резолуцији Ли од 2. јула 1776. колоније су решиле да су слободне и независне државе. Унија је формализована у Статуту конфедерације, који је ступио на снагу 1. марта 1781, након што је га ратификовало свих 13 држава. Њихову независност признала је Велика Британија Париским уговором из 1783. године, којим је окончан Амерички револуционарни рат. Ово је ефективно удвостручило величину колонија, које су сада могле да се протежу на запад поред Прокламационе линије до реке Мисисипи. Ова земља је била организована у територије, а затим и државе, иако је и даље постојао неки сукоб са грантовима од мора до мора које су тражиле неке од првобитних колонија. Временом су ови грантови уступљени савезној влади.
Прво велико ширење земље дошло је куповином Луизијане 1803. године, која је удвостручила територију земље, иако је југоисточна граница са шпанском Флоридом била предмет многих спорова све док она и шпанске претензије на Орегон нису уступљене САД 1821. Држава Орегон је дала Сједињеним Државама приступ Тихом океану, иако је једно време била подељена са Уједињеним Краљевством. Анексија Републике Тексас 1845. довела је директно до Мексичко-америчког рата, након чега су победничке Сједињене Државе добиле северну половину територије Мексика, укључујући и оно што је брзо постало Калифорнија. Међутим, како се развој земље кретао на запад, питање ропства је постало важније, уз енергичну дебату о томе да ли ће нове територије дозволити ропство и догађаје као што су компромис у Мисурију и Крвави Канзас. Ово је достигло врхунац 1860. и 1861. године, када су владе јужних држава прогласиле своје отцепљење од земље и формирале Конфедеративне Америчке Државе. Амерички грађански рат довео је до пораза Конфедерације 1865. и коначног поновног пријема држава у Конгрес Сједињених Америчких Држава. Културно веровање у манифестну судбину Сједињених Држава дало је снажан подстицај за ширење на запад у 19. веку.
Ширење земље изван Северне Америке почело је 1856. доношењем Закона о острвима Гуано, што је довело до полагања права на многа мала и ненасељена, али економски важна острва у Тихом океану и Карипском мору. Већина ових потраживања је на крају напуштена због конкурентских потраживања из других земаља или због ископавања гуана. Ширење на Тихи океан кулминирало је анексијом Хаваја 1898. године, након збацивања њихове владе пет година раније. Аљаска, последња велика аквизиција у Северној Америци, купљена је од Русије 1867.
Подршка независности Кубе од Шпанског царства и потапање УСС Мајне довели су до Шпанско-америчког рата 1898. године, у којем су Сједињене Државе освојиле Гвам, Порторико и Филипине и окупирале Кубу на неколико година. Америчку Самоу су купиле Сједињене Државе 1900. године након завршетка Другог грађанског рата у Самоану. Сједињене Државе су купиле америчка Девичанска острва од Данске 1917. Гвам и Порторико остају територије; Филипини су постали независни 1946, након што су били главно борилиште Другог светског рата. Након рата, Уједињене нације су повериле многа острва Сједињеним Државама, и док су Северна Маријанска острва остала територија САД, Маршалска острва, Савезне Државе Микронезије и Палау су изашле из територије под поверењем као независне нације. Последња велика међународна промена била је аквизиција 1904. и повратак у Панаму 1979. године, у зоне Панамског канала, неинкорпорисане америчке територије које су контролисале Панамски канал. Коначни уступак формалне контроле над регионом предат је Панами 1999. године.
Што се тиче унутрашњих граница, иако би се територије могле променити по величини, једном успостављене државе генерално су задржале своје почетне границе. Само четири државе — Мејн, Кентаки, Вермонт и Западна Вирџинија — створене су од земље на коју полаже права друга држава; сви остали су створени са територија или директно из аквизиција. Четири државе — Луизијана, Мисури, Невада и Пенсилванија — значајно су се прошириле стицањем додатне федералне територије након њиховог првобитног пријема у Унију. Аризона, као последња држава суседних Сједињених Држава, која се обично назива „нижих 48“, примљена је 1912; Хаваји као педесета и најновија држава примљена је 1959. године.

## Легенда за мапе
Key to map colors
  Сједињене Америчке Државе (домаће мапе), неоспорна област Сједињених Држава (мапе спорова)
  Територије Сједињених Држава (домаће мапе)
  спорно подручје Сједињених Држава 
  област промењена догађајем

## 1776–1784 (Америчка револуција)
| Датум               | Догађај | Промена на мапи                                                                       |
| ------------------- | --- | ------------------------------------------------------------------------------------- |
| 4. јул 1776.        | Тринаест колонија Краљевства Велике Британије у Северној Америци заједно су прогласиле своју независност као Сједињене Америчке Државе, иако је неколико колонија већ појединачно прогласило независност: - Колонија Конектикат, која постаје Држава Конектикат - Окрузи Њу Касл, Кент и Сусек, у Делаверу, познатији као Доњи округи у Делаверу, који су били колонија Делавера пре њиховог проглашења независности 15. јуна 1776. - Провинција Џорџија, која постаје Држава Џорџија - Провинција Мериленд, која постаје држава Мериленд - Провинција Масачусетс залив, која постаје држава Масачусетс - Држава Њу Хемпшир, која је била провинција Њу Хемпшир пре њиховог проглашења независности 15. јуна 1776. - Провинција Њу Џерзи, која постаје држава Њу Џерзи - Провинција Њујорк, која постаје држава Њујорк - Провинција Северна Каролина, која постаје држава Северна Каролина; неки верују да је колонија прогласила независност 20. маја 1775, али то је спорно - Провинција Пенсилванија, која постаје држава Пенсилванија - Држава Роуд Ајланд и Провиденс Плантажа, познатија као Роуд Ајланд, која је била колонија Род Ајланда и Провиденс Плантажа пре проглашења независности 4. маја 1776. - Провинција Јужна Каролина, која постаје држава Јужна Каролина - Колонија Вирџинија, која постаје Комонвелт Вирџинија Главни град није посебно утврђен; у то време, Континентални конгрес се састао у Филаделфији. Многе државе су имале нејасно дефинисане и прегледане границе; које нису забележене као спорне на мапама осим ако није било активног спора. Границе Северне Каролине биле су посебно лоше испитане, њена граница са Јужном Каролином је урађена у неколико делова, од којих ниједан није заиста одговарао духу повеље, а њена граница са Вирџинијом је испитана само на пола пута ка унутрашњости од мора. Неколико североисточних држава имало је преклапајуће захтеве: Конектикат, Масачусетс и Њујорк све су полагале право на земљиште западно од својих прихваћених граница, преклапајући се једна са другом и са значајним захтевом Вирџиније. Од ова три, само је Конектикат озбиљно наставио са својим захтевима, док се сматра да је Вирџинија имала најлегитимније право на огроман северозапад, поделивши га на округе и задржавши ограничену контролу. Велика Британија је полагала право на нове Сједињене Државе, укључујући острво Макијас Сил и Норт Рок, два мала острва на североисточној обали која до данас остају спорна. | Спорови:                                                                              |
| 20. септембар 1776. | Окрузи Њу Касл, Кент и Сусек, након Делавера, донели су устав, преименујући се у Држава Делавер. | Map of the change to the United States in central North America on September 20, 1776 |
| 28. септембар 1776. | Држава Пенсилванија донела је устав, преименујући себе у Комонвелт Пенсилваније. | без промена на мапи                                                                   |
| 20. децембар 1776.  | Да би избегли британске снаге које су вршиле притисак на Филаделфију, Континентални конгрес је почео да се састаје у Балтимору. | Map of the change to the United States in central North America on December 20, 1776  |
| 15. јануар 1777.    | Североисточни регион Њујорка, познат као Њу Хемпширски грантови, прогласио је независност као Нови Конектикат. | Спорови:                                                                              |
| 4. март 1777.       | Континентални конгрес се вратио у Филаделфију након што је престао притисак од стране британских снага. | Map of the change to the United States in central North America on March 4, 1777      |
| 4. јун 1777.        | Нови Конектикат је преименован у Вермонт. | Спорови:                                                                              |
| 27. септембар 1777. | Континентални конгрес је побегао из Филаделфије после америчког пораза у бици код Брендивајна и накратко се састао у Ланкастеру | Map of the change to the United States in central North America on September 27, 1777 |
| 30. септембар 1777. | Континентални конгрес је наставио да се удаљава од Филаделфије, преселивши се у Јорк. | Map of the change to the United States in central North America on September 30, 1777 |
| 11. јун 1778.       | Вермонт је тврдио да се зове „Источна унија“, која се састоји од неких градова у Њу Хемпширу који су 12. марта 1778. поднели петицију да се придруже Вермонту због забринутости да се њихова држава превише фокусира на приобални регион. Вермонт никада није добио потпуну контролу над тим подручјем. | Спорови:                                                                              |
| 21. октобар 1778.   | Због притиска Континенталног конгреса, Вермонт је поништио анексију Источне уније; законодавно тело је 12. фебруара 1779. прогласило да се Источна унија од њеног почетка сматра ништавном. | Спорови:                                                                              |
| 2. јул 1779.        | Континентални конгрес се вратио у Филаделфију након британског повлачења . | Map of the change to the United States in central North America on July 2, 1779       |
| 31. август 1779.    | Вирџинија се одрекла права на југозападну Пенсилванију. | Map of the change to the United States in central North America on August 31, 1779    |
| Март 1780.          | Северна Каролина и Вирџинија истражиле су своју границу даље у унутрашњости. Истраживање Вирџиније је стигло до реке Тенеси, али Северна Каролина је ишла само до Камберленд Гапа, а пошто су два истраживања била удаљена отприлике 3 километра, ово је створило танку област на коју полажу право обе државе. Док је граница требало да прати координату 36°30′ северно, почетне грешке у геодетском истраживању довеле су до тога да је се скренуло северно од те координате, достигавши удаљеност од 27 километара од тренутка када је се стигло до реке. | Map of the change to the United States in central North America in March 1780         |
| 25. октобар 1780.   | Држава Масачусетс Беј донела је устав, преименовала се у Комонвелт Масачусетса. | Map of the change to the United States in central North America on October 25, 1780   |
| март 1781.          | Уговор о конфедерацији и сталној унији је ступио на снагу. | без промена на мапи                                                                   |
| 4. април 1781.      | Вермонт је поново затражио источну унију, која се састоји од неких градова у Њу Хемпширу који су желели да се придруже Вермонту; више градова је било заинтересовано него током првог покушаја 1778. године, али опет, тачан обим граница није познат. Вермонт никада није добио потпуну контролу над тим подручјем. | Спорови:                                                                              |
| 16. јун 1781.       | Вермонт је тврдио да се зове „Западна Унија“, који се састоји од неких градова у Њујорку, углавном као противтежа покушају Вермонта да се прошири на исток. Вермонт никада није добио потпуну контролу над тим подручјем. Конкретан датум када се то догодило није јасан; извори сугеришу 16. јун, 26. јун и 18. јул. | Спорови:                                                                              |
| 22. фебруар 1782.   | Вермонт је одустао од покушаја да припоји Источну унију из Њу Хемпшира и Западна Унија из Њујорка. | Спорови:                                                                              |
| 29. октобар 1782.   | Савезна влада је прихватила цесију од Њујорка својих западних захтева, које је држава уступила 17. фебруара 1780; Њујорк је прогласио своју нову западну границу линијом повученом јужно од западног краја језера Онтарио. У свом максималном тумачењу, држава је захтевала област омеђену језером Ери, језером Хјурон и језером Мичиген; до река Илиноис, Мисисипи и Тенеси; и северно дуж Апалачких планина, завршавајући на граници са Пенсилванијом. Није јасно одакле долази ова тврдња; многи извори наводе да га је Њујорк предао, али врло мало њих објашњава како је до њега дошло. Један извор наводи да је то била цесија од стране Ирокеза, који су освојили већи део региона. Међутим, Њујорк никада није озбиљно спровео ове тврдње. Цесија је укључивала мали врх Њујорка северно од Пенсилваније, који је постао познат као Ери троугао. | Map of the change to the United States in central North America on October 29, 1782   |
| 30. децембар 1782.  | Конгрес Конфедерације је прогласио да је земља на коју је Конектикат полагала право у северној Пенсилванији део Пенсилваније. Захтев је био проширење најсеверније и најјужније границе Конектиката ка западу, прескачући Њу Џерзи и Њујорк, иако је северна граница Конектиката била неколико километара северно од северне границе Пенсилваније, такође је полагано право на мали део Њујорка. Иако ће се сукоб наставити неко време, ово је био крај формалне тврдње Конектиката. | Map of the change to the United States in central North America on December 30, 1782  |
| 30. јун 1783.       | Побуна у Пенсилванији 1783. и реакција владе Пенсилваније на побуну довели су дa Конгрес Конфедерације напусти Филаделфију и пресели се у Принстон. | Map of the change to the United States in central North America on June 30, 1783      |
| 26. новембар 1783.  | Конгрес Конфедерације се поново састао у Анаполису. | Map of the change to the United States in central North America on November 26, 1783  |
| 1. март 1784.       | Вирџинија је уступила Округ Илиноиса северозападно од реке Охајо савезној влади. Конектикат је наставио да захтева своје западне земље које су се преклапале са цесијом Вирџиније. | Map of the change to the United States in central North America on March 1, 1784      |
| 12. мај 1784.       | Велика Британија признала је независност Сједињених Држава, окончавајући њихово право на ту земљу. Уговор је окончао Амерички рат за независност, иако је војна акција завршена након Француско-америчке победe код Јорктауна 19. октобра 1781. Због нејасноћа и слабог познавања географије, уговор је био нејасан у неколико области: - * Североисточна граница је дефинисана тако да иде од ртова реке Сент-Круа, али је било неколико опција за то. - * Северозападна граница је дефинисана као линија која иде западно од северозападне тачке Шумских језера до реке Мисисипи, али извор реке је јужно од тога; мапе универзално показују да линија иде директно од Шумских језера до извора реке, језера Итаска. - * Граница која се протеже од Горњег језера према Шумским језерима била је лоше дефинисана да полази од „Дугог језера“, што су обе стране тумачиле у своју корист. - Мачајас Сил острва и Северни Камен код североисточне обале су остали спорни, као и Острво Шећера. Паришки мир је такође укључивао уговоре са Француском и Шпаније, при чему је Велика Британија уступила Шпанску Флориду Шпанији. Током њиховог власништва над Западном Флоридом, Британци су померили своју границу на север, а чинило се да се цесија Шпанији односи на пуну величину британске колоније. Међутим, Британско-амерички уговор је одобрио проширење Западне Флориде на Сједињене Државе, где је проширио Џорџију на југ на 31° северно, указујући да само првобитна дефиниција Западне Флориде требало је да буде уступљена Шпанији. Локални шпански гувернери су такође предузели корак да заузму утврђења дуж реке Мисисипи, са претензијама на све јужно од реке Тенеси; непознато је колико су ове тврдње биле званичне или јаке, а оне нису мапиране јер су у супротности са другом шпанском тврдњом која укључује границу Западне Флориде. | Спорови:                                                                              |

## 1784–1803 (Организација територија)
| Датум               | Догађај | Промена на мапи |
| ------------------- | --- | --- |
| 23. август 1784.    | Регион у централној Северној Каролини (данашњи источни Тенеси), незадовољан државном управом над тим подручјем, прогласио је независност од државе као Држава Франкленд. Влада Франклeнда је држала одређену контролу над овим подручјем и тражила је државност, добијајући подршку седам од девет потребних држава, али ће трајати само неколико година. | Незванична промена:                                                                                                 |
| 1. новембар 1784.   | Конгрес Конфедерације се преселио на кратко у Трентон. | Map of the change to the United States in central North America on November 1, 1784                                 |
| 11. јануар 1785.    | Конгрес Конфедерације се преселио у Њујорк, и тамо ће бити наредних пет година. | Map of the change to the United States in central North America on January 11, 1785                                 |
| 19. април 1785.     | Савезна влада је прихватила цесију од Масачусетса екстремног западног захтева, који никада није озбиљно спроведен. | Change on paper only:                                                                                               |
| Јун 1785.           | Држава Франкланд је преименована у Држава Франклин, како би подстакла Бенџамина Френклина да подржи државу, иако је он то одбио. | Незванична промена:                                                                                                 |
| 13. септембар 1786. | Конектикат је предао своје западне претензије савезној влади осим својих Западне резерве, иако је нејасно колику контролу имају над уступљеним регионом. | Change on paper only:                                                                                               |
| 16. децембар 1786.  | Масачусетс предао своје право на западни Њујорка, иако је нејасно да ли је Масачусетс икада држао контролу над регионом, како се тврди био на „тлу, а не на суверенитету“. Ова земља је касније позната као Куповина Фелпса и Горхама. | Change on paper only:                                                                                               |
| 13. јул 1787.       | Територија северозападно од реке Охајо, коју је раније уступила Вирџинија, била је организована и постала позната као Северозападна територија. | Map of the change to the United States in central North America on July 13, 1787                                    |
| 9. август 1787.     | Јужна Каролина је уступила своја западна тражења савезне владе, иако је то била последица нетачне географије и Јужна Каролина никада није имала право на ову земљу. Тврдња се односила на појас земље између границе Северне Каролине и извора реке Тугалу, али, у то време непознато, река потиче из Северне Каролине. Источни део ове цесије би био дат Џорџији 1802. године, упркос томе што Џорџија технички већ има право на земљу. | Change on paper only:                                                                                               |
| 7. децембар 1787.   | Делавер је постала прва држава која је ратификовала Устав Сједињених Америчких Држава. | без промена на мапи                                                                                                 |
| 12. децембар 1787.  | Пенсилванија је постала друга држава која је ратификовала Устав. | без промена на мапи                                                                                                 |
| 18. децембар 1787.  | Њу Џерзи је постала трећа држава која је ратификовала Устав. | без промена на мапи                                                                                                 |
| 2. јануар 1788.     | Џорџија је постала четврта држава која је ратификовала Устав. | без промена на мапи                                                                                                 |
| 6. јануар 1788.     | Конектикат је постала пета држава која је ратификовала Устав. | без промена на мапи                                                                                                 |
| 6. фебруар 1788.    | Масачусетс је постала шеста држава која је ратификовала Устав. | без промена на мапи                                                                                                 |
| 28. април 1788.     | Мериленд је постала седма држава која је ратификовала Устав. | без промена на мапи                                                                                                 |
| 23. мај 1788.       | Јужна Каролина је постала осма држава која је ратификовала Устав. | без промена на мапи                                                                                                 |
| 21. јун 1788.       | Њу Хемпшир постао је девета држава која је ратификовала Устав. Устав је постао активни управљачки документ оних девет држава које су га ратификовале (према члану VII). | без промена на мапи                                                                                                 |
| 25. јун 1788.       | Вирџинија је постала десета држава која је ратификовала Устав. | без промена на мапи                                                                                                 |
| 26. јул 1788.       | Њујорк је постао једанаеста држава која је ратификовала Устав. | без промена на мапи                                                                                                 |
| Фебруар 1789.       | Џон Севјер, гувернер Државе Франклин, заклео се на верност Северној Каролини, чиме је ефективно окончана тврдња о независности Фрeнклина. | Незванична промена:                                                                                                 |
| 7. август 1789.     | Северозападна територија је реорганизована према Уставу. | без промена на мапи                                                                                                 |
| 21. новембар 1789.  | Северна Каролина је постала дванаеста држава која је ратификовала Устав. | без промена на мапи                                                                                                 |
| 2. април 1790.      | Северна Каролина је уступила своју западну половину савезној влади. | Map of the change to the United States in central North America on April 2, 1790                                    |
| 26. мај 1970.       | Земљиште које је уступила Северна Каролина организовано је као Територија јужно од реке Охајо, опште позната као Југозападна територија. | Map of the change to the United States in central North America on May 26, 1790                                     |
| 29. мај 1790.       | Роуд Ајланд је постала тринаеста држава која је ратификовала Устав. | без промена на мапи                                                                                                 |
| 6. децембар 1790.   | Према Закону о пребивалишту, Конгрес Сједињених Држава се преселио у Филаделфију на десет година док Вашингтон није изграђен и спреман. | Map of the change to the United States in central North America on December 6, 1790                                 |
| 4. март 1791.       | Вермонт, који се сматрао делом Њујорка упркос томе што деловао независно од 1777. године, примљен је као четрнаеста држава. | Спорови: |
| 30. март 1791.      | Округ Колумбија, федерални округ који је планиран да смести савезну владу до 1800. године, је формиран од земље коју су уступили Мериленд и Вирџинија, који се састоји од 100 квадратних миља, са јужним врхом на Џоунс Поинт, који се простире реком Потомак. Међутим, још није добио то име, већ се једноставно назива федералним округом. У септембру 1791. године, комесари задужени за планирање града назвали су га „Територијом Колумбије“. Чини се да област није формално названа „Дистрикт оф Колумбија“ све до органског акта из 1871. Будући да се назив „Колумбија“ користио од врло раних дана, а барем неформално од стране владе, мапа САД ће од овог датума користити „Дистрикт оф Колумбија“.                                 | Map of the change to the United States in central North America on March 30, 1791                                   |
| 3. март 1792.       | Пенсилванија је купила Ери троугао од савезне владе. | Map of the change to the United States in central North America on March 3, 1792                                    |
| 1. јун 1792.        | Западна половина Вирџиније, коју је држава пристала 1789. да уступи савезној влади, је примљена као петнаеста држава, Кентаки. | Map of the change to the United States in central North America on June 1, 1792                                     |
| 12. јун 1792.       | Држава Делавер донела је нови устав, преименујући себе у Држава Делавер. | без промена на мапи                                                                                                 |
| 3. август 1795.     | Представници Сједињених Држава и Западне конфедерације потписују Уговор из Гринвила, окончавајући Северозападноиндијски рат и препуштајући већину модерне државе Охајо контроли Сједињених Држава. | без промена на мапи                                                                                                 |
| 29. фебруар 1796.   | Велика Британија је пристала да уступи неколико утврђења на северозападу које је још увек заузимала, укључујући Детроит. Споразумом је такође предвиђена комисија за утврђивање границе између северозападне тачке шумских језера и Језера Итаска крај реке Мисисипи. | без промена на мапи                                                                                                 |
| 25. април 1796.     | Шпанија је уступила северну половину Западне Флориде, решавајући спор око региона. | Спорови: |
| 1. јун 1796.        | Југозападна територија је примљена као шеснаеста држава, Тенеси. | Map of the change to the United States in central North America on June 1, 1796                                     |
| 7. април 1798.      | Због преваре у земњи Јазу, акт је овластио председника Џона Адамса да именује комесаре који ће преговарати са Џорџијом о уступању њене западне земље. Тим актом је створена територија Мисисипија из југозападне четврти Џорџије у региону који је уступила Западна Флорида, уз задржавање да Џорџија и даље има права над територијом. | Map of the change to the United States in central North America on April 7, 1798                                    |
| 25. октобар 1798    | Комесари су се сложили око извора Сент Крок реке, постављајући доњи део границе између Масачусетса и Велике Британије и одакле потиче линија источни север–југ. | Спорови: |
| 9. јун 1800.        | Конектикат је уступио своје Западне резерве савезној влади, која их је доделила Северозападној територији. Акт о томе је усвојен у Конгресу 28. априла 1800, а Конектикат га је одобрио тог датума. | Map of the change to the United States in central North America on June 9, 1800                                     |
| 4. јул 1800.        | Територија Индијана је организована из западне половине Северозападне територије. | Map of the change to the United States in central North America on July 4, 1800                                     |
| 17. новембар 1800.  | Конгрес Сједињених Држава преселио се у Вашингтон у Дистрикт Колумбија, који је сада изграђен и спреман да буде главни град. То је било две недеље пре датума утврђеног за закон о боравку; Председник Џон Адамс позвао је Конгрес да крене раније у нади да ће обезбедити довољно гласова јужњака да буде поново изабран, иако то није успело. | Map of the change to the United States in central North America on November 17, 1800                                |
| 1. јануар 1801.     | Краљевина Велика Британија се ујединила са краљевином Ирске, преименујући се у Уједињено Краљевство. | Map of the change to international disputes involving the United States in central North America on January 1, 1801 |
| 27. фебруар 1801.   | Дистрикт Колумбија је организована. | без промена на мапи                                                                                                 |
| 26. април 1802.     | Џорџија је уступила своју западну половину, познату као Земља Јазу, савезној влади. У исто време, савезна влада је уступила Џорџији источни део земље који је претходно уступила Јужној Каролини, иако је у стварности Џорџија технички већ имала власништво над земљом, пошто је опис раније цесије био заснован на погрешно схватање географије. | Map of the change to the United States in central North America on April 26, 1802                                   |
| 1. март 1803.       | Јужна половина Северозападне територије, заједно са танким делом Индијане, примљена је као седамнаеста држава, Охајо. Остатак северозападне територије је пребачен на територију Индијане. Западна граница је била линија северно од ушћа Велике реке Мајами; федерална дефиниција северне границе је била линија повучена источно од јужног врха Језера Мичиген, док је Устав Охаја навео да линија треба да иде од јужног врха језера Мичиген до најсевернијег рта Мауме Беј, у суштини западни врх Језера Ири. Конфузија изазвана овим различитим описима државних граница, у комбинацији са нетачним познавањем географије, пошто нико у то време није знао колико се јужно језеро Мичиген простире, довела би до сукоба око појаса Толедо. | Map of the change to the United States in central North America on March 1, 1803                                    |
| 3. новембар 1803.   | Граница између Тенесија и Вирџиније је поново испитана и успостављена, чиме је окончан спор око тог дела границе. Граница између Кентакија и Тенесија, упркос праћењу првобитног истраживања, остала је нејасно дефинисана. | Map of the change to the United States in central North America on November 3, 1803                                 |

## 1803–1818 (Куповина Луизијане)
| Датум               | Догађај | Промена на мапи                                                                      |
| ------------------- | --- | ------------------------------------------------------------------------------------ |
| 20. децембар 1803.  | Сједињене Америчке Државе су купили Луизијану од Француске. Ово је датум званичне промене у Њу Орлеансу; куповина је завршена 30. априла 1803. године. Пренос би био признат у Сент Луису као Горња Луизијана 10. марта 1804, познат као Дан три заставе. Аквизиција је проширила Сједињене Државе на цео слив реке Мисисипи, али обим онога што је чинило Луизијану на југу био је спор са Шпанијом: Сједињене Државе су тврдиле да је куповина укључивала део Западне Флориде западно од реке Пердидо, док је Шпанија тврдила да је окончана на западној граници Западне Флориде; а југозападна граница са Новом Шпанијом је оспорена, пошто су Сједињене Државе тврдиле реку Сабин као границу, али Шпанија је тврдила да је то река Калкасије. | Спорови:                                                                             |
| 1804.               | „Саутвик Џог“ је пребачен из Конектиката у Масачусетс, како би се прекинуле дугогодишње несугласице око границе између две државе. | Map of the change to the United States in central North America sometime in 1804     |
| 27. март 1804.      | Земљиште између Тенесија и Територије Мисисипија које је претходно уступила Џорџија додељено је територији Мисисипија. | Map of the change to the United States in central North America on March 27, 1804    |
| 1. октобар 1804.    | Територија Орлеанса је организована од куповине Луизијане јужно од 33° северно, а остатак је означен као Округ Луизијане и стављен под надлежност Индијане. | Map of the change to the United States in central North America on October 1, 1804   |
| 30. јун 1805.       | Територија Мичигена је организована од Индијане, северно од линије источно од јужног врха Језера Мичиген, и источно од линије северно од северног врха језера. Југоисточни део границе технички је био у супротности са дефиницијом Охајо, која је полагала право на Толедо Стрип северно од те линије; међутим, тачан положај језера Мичиген још није био познат. | Map of the change to the United States in central North America on June 30, 1805     |
| 4. јул 1805.        | Округ Луизијане је организован као Територија Луизијане. | Map of the change to the United States in central North America on July 4, 1805      |
| 1. март 1809.       | Територија Илиноиса је организована из западне половине Територије Индијане. | Map of the change to the United States in central North America on March 1, 1809     |
| 26. септембар 1810. | Република Западна Флорида прогласила је независност од Шпаније, полажући право на област Западна Флорида западно од реке Пердидо. Задржала је одређену контролу над својом територијом. | Спорови:                                                                             |
| 10. децембар 1810.  | Оружане снаге предвођене Вилијамом Клеборном заузеле су део Западне Флориде западно од Бисерне реке, након проглашења 27. октобра 1810. од стране председника Медисона да то учини. Сједињене Државе су сматрале регион делом куповине Луизијане, укључујући област која се побунила против шпанске Флориде и формирала Републику Западну Флориду. У Медисоновом прогласу је наведено да је требало да буде „узето као део“ територије Орлеанса. Земљиште западно од залива Мобил до Бисерне реке окупирано је и "де факто" анектирано од стране војске 1811.‍:2a(map) | Спорови:                                                                             |
| 30. април 1812.     | Већина територије Орлина је примљена као осамнаеста држава, Луизијане. Југоисточни остатак је вероватно постао неорганизована територија, јер кратко време није имао дефиницију. | Map of the change to the United States in central North America on April 30, 1812    |
| 14. мај 1812.       | Део на који полаже право Западна Флорида источно од Бисерне реке додељен је територији Мисисипија, иако је област око залива Мобиле остала под контролом шпанске Флориде. Сједињене Америчке Државе су војно окупирале Мобил и околину до реке Пердидо у априлу 1813. | Map of the change to the United States in central North America on May 14, 1812      |
| 4. јун 1812.        | Пошто је њено име сада подељено са државом Луизијана, Територија Луизијане је преименована у Територија Мисурија. | Map of the change to the United States in central North America on June 4, 1812      |
| 4. август 1812.     | Преостали део Западне Флориде, западно од Бисерне реке, додат је Луизијани, након пристанка те државе на акт који је донео Конгрес 14. априла 1812. године. | Map of the change to the United States in central North America on August 4, 1812    |
| 16. август 1812.    | Током рата 1812., гарнизон у Форт Шелбију се предао, предводећи Уједињено Краљевство да заузме Детроит, главни град и насељени центар територије Мичигена. | Спорови:                                                                             |
| 29. септембар 1813. | Форт Шелби су поново заузеле америчке снаге након Битке код језера Ери, повративши контролу над територијом Мичигена. | Спорови:                                                                             |
| 24. август 1814.    | Британске снаге заузеле су и спалиле Вашингтон, али су принуђене да се повуку следећег дана. Функције главног града су само на тренутак суспендоване, иако се председник Џејмс Медисон склонио у Бруквил. | без промена на мапи                                                                  |
| 11. децембар 1816.  | Јужни део територијe Индијана, заједно са малим деловима територијe Илиноис и територијe Мичиген, примљени су као деветнаеста држава, Индијана. Остатак територије Индијане преко језера Мичиген постао је неорганизована територија. | Map of the change to the United States in central North America on December 11, 1816 |
| 3. март 1817.       | Територија Алабама је организована из источне половине Територије Мисисипија. | Map of the change to the United States in central North America on March 3, 1817     |
| 10. децембар 1817.  | Територија Мисисипија је примљена као двадесета држава Мисисипи. | Map of the change to the United States in central North America on December 10, 1817 |
| 6. фебруар 1818.    | Територија Алабаме је основала Тусклуса округ са описом који се нехотице преклапао са Мисисипијем. У њему је описана граница округа као "право западна до реке Томбекбе; одатле исто до луке за памук". У то време непознато, порекло реке Томбигби је било у Мисисипију. | Change on paper only:                                                                |
| 30. јун 1818.       | Према условима Уговора из Гента којим је окончан Рат из 1812., Уједињено Краљевство је вратило острво Мус у Масачусетс, а Сједињене Државе су вратиле Острво Кампобело, Јеленово острво и Острво Велики Манан Уједињеном Краљевству, од којих су сви заробљени са друге стране током рата. | без промена на мапи                                                                  |
| 3. децембар 1818.   | Половина територије Илиноиса јужно од квоте 42°30′ северно примљена је као двадесет прва држава, Илиноис. Остатак територије, заједно са неорганизованом територијом која је била део територије Индијана, додељена је територији Мичигена. | Map of the change to the United States in central North America on December 3, 1818  |

## 1819–1845 (Северозападно проширење)
| Датум              | Догађај | Промена на мапи                                                                      |
| ------------------ | --- | ------------------------------------------------------------------------------------ |
| 30. јануар 1819.   | Уговор из 1818. је ступио на снагу, постављајући 49° северно као границу са Уједињеним Краљевством, као и успостављање округа Орегон као заједничког региона са Уједињеним Краљевством. Округ Орегон није имало дефинисану северну границу, али се може претпоставити да није много задирао у руску Америку; ова мапа користи касније успостављену линију на 54°40′ северно ради једноставности. | Northwestern North America:                                                          |
| 4. јул 1819.       | Територија Арканзаса је организована из јужног дела Територије Мисурија. | Map of the change to the United States in central North America on July 4, 1819      |
| 14. децембар 1819. | Територија Алабаме је примљена као двадесет друга држава, Алабама. Закон о државности предвиђао је преглед јужног дела границе са Мисисипијем, који је требало да буде север–југ, ради прилагођавања ако се открије да задире у успостављене округе Мисисипија; касније је откривено да то чини. | Map of the change to the United States in central North America on December 14, 1819 |
| 15. март 1820.     | Као део Компромиса из Мисурија, Област Мејн, северни и одвојени део Масачусетса, је примљен као двадесет трећа држава, Мејн. | Map of the change to the United States in central North America on March 15, 1820    |
| 21. април 1820.    | Ово је најранији познати датум када се назив „Територија Арканзаса“ званично користи уместо „Територија Арканза“. | Map of the change to the United States in central North America on April 21, 1820    |
| 12. мај 1820.      | Граница између Кентакија и Тенесија је успостављена. Да би се избегла чињеница да је граница између Камбрленда и реке Тенеси скренула на север чак 17 миља од 36°30′ северно, спроведено је ново истраживање почевши од те географске ширине на реци Мисисипи и померајући се на исток до реке Тенеси, чиме се гарантује да ће овај последњи део границе одговарати првобитном идеалу. | Map of the change to the United States in central North America on May 12, 1820      |
| 19. јул 1820.      | Преклапање уздужне јужне границе између Алабаме и Мисисипија је решено, према акту о признавању Алабаме као државе, јер је привремена граница задирала у Мисисипи. Као резултат истраживања, јужна гранична станица је померена око 3,8 миља на исток, што је променило границу до тада северозападног угла округа Вашингтон у Алабами. Датум када се то догодило није јасан; доступни извори дају или необјављен извештај од 29. маја 1820. или завршетак разграничења нове линије 19. јула 1820. године. | Change on paper only:                                                                |
| 19. децембар 1820. | Алабама је редефинисала неке границе округа, окончавши своје погрешно преклапање Мисисипија створено 6. фебруара 1818. | Change on paper only:                                                                |
| 22. фебруар 1821.  | Адамс–Онијев споразум са Шпанијом ступио је на снагу. TМноге промене су укључивале: - Граница са поседима Шпаније била је конкретно дефинисана; раније је била водена граница између реке Мисисипи и, за Орегон, рекa Колумбија, док је сада пратила одређене реке и паралеле. - Нова граница је поставила „Неутрално тло“ у Луизијани. - Флорида је уступљена Сједињеним Државама, иако се формални трансфер неће десити до јула. - Територија Арканзаса је створила Округ Милер јужно од Црвене реке, а ово подручје је сада било на шпанској страни границе. Међутим, како је ово била промена коју је извршила искључиво територија, а не савезна влада, на овој карти се то сматра домаћим спором. - Пошто је Шпанска Западна Флорида уступљена, спор између ње и Алабаме, Луизијане и Мисисипија је решен. | Спорови:                                                                             |
| 10. јул 1821.      | Источну Флориду је Шпанија формално пренела у Сједињене Државе]. | Map of the change to the United States in central North America on July 10, 1821     |
| 17. јул 1821.      | Западна Флорида је Шпанија формално пренела у Сједињене Државе. | Map of the change to the United States in central North America on July 17, 1821     |
| 10. август 1821.   | Југоисточни угао територије Мисурија је примљен као двадесет четврта држава, Мисури, а остатак је постао неорганизована територија. | Map of the change to the United States in central North America on August 10, 1821   |
| 30. март 1822.     | Источна Флорида и Западна Флорида су спојени као Територија Флориде | Map of the change to the United States in central North America on March 30, 1822    |
| 26. мај 1824.      | Половина територије Арканзаса западно од јужне линије од западне границе Мисурија враћена је неорганизованој територији. | Map of the change to the United States in central North America on May 26, 1824      |
| 12. јануар 1825.   | Уговором са Руским царством установљена је паралела 54°40′ северно као северна граница округа Орегон за америчке сврхе; посебним уговором створена је иста граница између Русије и Уједињеног Краљевства Велике Британије и Ирске. Пошто је ово ионако вероватно била де факто граница, регион је већ мапиран овом линијом. | без промена на мапи                                                                  |
| 6. мај 1828.       | Споразум са Черокијима померио је западну границу територије Арканзаса, враћајући део на неорганизовану територију. | Map of the change to the United States in central North America on May 6, 1828       |
| 20. јануар 1831.   | Краљ Вилијам I од Холандије, након што је затражено Уговором из Гента да арбитрира око спорне границе између Мејна и Уједињеног Краљевства, донео је своју одлуку: Пошто је помирење уговора са датим мапама било претешко, повукао је компромисну линију. Британска влада га је прихватила, али је Мејн протестовао, а америчка влада је тај захтев 19. јануара 1832. одбила. | без промена на мапи                                                                  |
| 9. јул 1832.       | Регион Њу Хемпшир северно од језера Конектикат, који је био споран са Уједињеним Краљевством, прогласио је независност као Република Индијски ток. Иако је мала, задржала је одређену контролу над својом територијом. | Спорови:                                                                             |
| 28. јун 1834.      | Територија Мичигена је добила велику парцелу земље са неорганизоване територије, која се протеже на запад до реке Мисури и реке Беле Земље. | Map of the change to the United States in central North America on June 28, 1834     |
| 5. август 1835.    | Република Индијски ток признала је јурисдикцију Њу Хемпшира, чиме је окончана њена независност. Наведени датум је саопштење послато британским властима; док други извори примећују резолуцију коју су донели грађани Индијског тока 2. априла 1836. године. | Спорови:                                                                             |
| 15. јун 1836.      | Територија Арканзаса је примљена као двадесет пета држава, Арканзас. | Map of the change to the United States in central North America on June 15, 1836     |
| 3. јул 1836.       | Територија Висконсин је организована из западне већине територије Мичигена. Два велика полуострва између Великих језера остала су на територији Мичигена; горње полуострво је укључено у замену за територију која је напустила своје право на Толедо Стрип. Територија је првобитно одбила овај план, али би га прихватила 14. децембра. | Map of the change to the United States in central North America on July 3, 1836      |
| 14. децембар 1836. | Територија Мичигена пристала је да одустане од права на Толедо Стрип, чиме је окончан спор са Охајом. | Map of the change to the United States in central North America on December 14, 1836 |
| 26. јануар 1837.   | Територија Мичигена је примљена као двадесет шеста држава, Мичиген. | Map of the change to the United States in central North America on January 26, 1837  |
| 28. март 1837.     | Куповина Платеа, добијена од неколико нација, укључујући Потаватоми, Ајовеј, Мисурију, Отое и Сак и Фокс, пренела је нешто земље са неорганизоване територије на северозападни Мисури, проширујући своју северну границу на запад до реке Мисури. | Map of the change to the United States in central North America on March 28, 1837    |
| 3. јул 1838.       | Територија Ајове је организована из Територије Висконсин западно од реке Мисисипи. | Map of the change to the United States in central North America on July 3, 1838      |
| 11. фебруар 1839.  | Мисури је полагао право на област северно од своје граничне линије са територијом Ајове, што је покренуло дуги спор познат као Рат меда. | Map of the change to the United States in central North America on February 11, 1839 |
| 21. мај 1840.      | Анкета обављена дуж границе са Тексасом закључила је да подручје на које полаже право Арканзас за Округ Милер припада Тексасу. | Map of the change to the United States in central North America on May 21, 1840      |
| 10. новембар 1842. | Споразум Вебстер–Ешбуртон дефинисао је границу са Уједињеним Краљевством источно од Стеновитих планина. Један извор такође помиње да је то врло мало променило поморску границу између Мичигена и територије Висконсин. Уговор је решио спорове око северних граница Мејна и Њу Хемпшира, североисточне границе територије Висконсин, и Шећерно острво са Мичигеном. Уговором је појашњена граница између Њујорка и Вермонта с једне стране и Уједињеног Краљевства с друге стране. Године 1816. почела је изградња неименоване тврђаве под надимком „Форт Монтгомери“ на полуострву у Језеру Шамплејн за које је откривено да је, иако јужно од испитиване границе, северно од 45° северно, што је била граница постављена Паришким уговором и тако на британској територији. Због тога је градња на тврђави напуштена. Вебстер-Асхбуртонов уговор је прецизирао да део границе треба да прати измерену линију, а не тачну паралелу, чиме се подручје тврђаве помера у Сједињене Државе, и нова тврђава, Форт Монтгомери, саграђена је на лицу места 1844. године. Како је ранија линија испитана, иако није одговарала дефиницији, сматрало се да је то легитимна граница. | Спорови:                                                                             |
| 5. јул 1843.       | Локални досељеници су створили привремену владу за Земљу Орегона. Иако није званична, задржала је неку јурисдикцију над том површином. | Незванична промена: Northwestern North America:                                      |
| 3. март 1845.      | Територија Флориде је примљена као двадесет седма држава, Флорида. | Map of the change to the United States in central North America on March 3, 1845     |

## 1845–1860 (Југозападно проширење)
| Датум               | Догађај | Промена на мапи                                                                      |
| ------------------- | --- | ------------------------------------------------------------------------------------ |
| 29. децембар 1845.  | Република Тексас је анектирана и примљена је као двадесет осма држава, Тексас, која је проширила Сједињене Државе југозападно до Рио Гранде. Мексико је полагао права на цео Тексас. Док многи извори наводе да је Мексико признао независност источног дела Тексаса, уговоре из Веласка је мексичка влада одбацила. Тексас је званично предао суверенитет Сједињеним Државама на церемонији 19. фебруара 1846. године. Tа анексија је довела до почетка Америчко-мексичког рата неколико месеци касније. | Спорови:                                                                             |
| 15. јун 1846        | Споразумом из Орегона установљена је 49° северно западно од шумског језера као континентална граница (тако да није укључивала острво Ванкувер) са копном у власништву од Уједињеног Краљевства. Дељење земље Орегона је завршено, а део Сједињених Држава постао је неорганизована територија. Уговор је био нејасан о томе који мореуз би требало да буде граница између острва Ванкувер и континента, што је изазвало спор око власништва Острва Сан Хуан. Наводи се „средином поменутог канала и мореуза Фука, до Тихог океана“. | Northwestern North America: Спорови:                                                 |
| 22. септембар 1846. | Наком заузимања Санта Феа, главног града мексичке територије Нови Мексико, 18. августа 1846. кодекс закона познат као Керни Код је креиран за ту област. Регион се преклапао са захтевима Тексаса, иако је Тексас имао малу или никакву контролу над подручјем изван своје источне четврти. | Незванична промена:                                                                  |
| 28. децембар 1846.  | Део територије Ајове јужно од 43°30′ северно и источно од реке Биг Су је примљен као двадесет девета држава, Ајова. Остатак је постао неорганизована територија. | Map of the change to the United States in central North America on December 28, 1846 |
| 13. март 1847.      | Дистрикт оф Колумбија је ретроцедирао округ Александрија назад у Вирџинију. Конгрес је донео акт 9. јула 1846. године, а становнике округа Александрија је председник прогласио да су пристали на то 7. септембра 1846. године, а Вирџинија је тог датума преузела посед земље. | Map of the change to the United States in central North America on March 13, 1847    |
| 29. мај 1848.       | Јужни део територије Висконсин је примљен као тридесета држава, Висконсин. Остатак је постао неорганизована територија. Међутим, грађани остатка одлучили су да наставе са грађанском владом, па су чак изабрали и делегата у Представничком дому Сједињених Држава који ће заседати 15. јануара 1849, чиме је овај регион у суштини постао де факто наставак територије Висконсин. | Map of the change to the United States in central North America on May 29, 1848      |
| 4. јул 1848.        | Уговором из Гвадалупе Идалга окончан је мексичко-амерички рат и Мексику је уступљена велика парцела земље, која се састоји од његових територија Алта Калифорнија и Санта Фе де Нуево Мексико, и права на Тексас. Због неслагања око јужне границе Санта Фе де Нуево Мексико, почео је гранични спор. | Спорови:                                                                             |
| 14. август 1848.    | Територија Орегона је организована са неорганизоване територије која је раније била део Орегон државе. | Map of the change to the United States in central North America on August 14, 1848   |
| 13. фебруар 1849.   | Спор око границе између Ајове и Мисурија познат као Медени рат решио је Врховни суд Сједињених Држава. Резултирајућа граница је била Саливенова линија која је постојала пре спора, грубо раздвајајући две тврдње. | Map of the change to the United States in central North America on February 13, 1849 |
| 3. март 1849.       | Територија Минесоте је организована из региона који је функционисао као де факто Територија Висконсина, и неорганизоване територије источно од реке Мисури и реке Бела Земља. | Map of the change to the United States in central North America on March 3, 1849     |
| 12. март 1849.      | Локална влада је формирала државу Десерет и преузела је велики део југозапада, укључујући већину Мексичке цесије. Иако је поднета петиција да територија буде припојена Сједињеним Државама, предлог је одбијен и 1850. је уместо тога формирана територија Јуте. Подручје на које се полаже право се мало преклапа са Тексашким подручјем на које се полаже право, као и део територије Орегона. | Незванична промена:                                                                  |
| 24. новембар 1849.  | Тексас је, уз сагласност Конгреса Сједињених Држава, проширио своју границу са Луизијаном од западне обале реке Сабин до средине реке. | без промена на мапи                                                                  |
| 9. септембар 1850.  | Западни део мексичке цесије је прихваћен као тридесет прва држава, Калифорнија. Део остатка северно од 37° северно и западно од врха Стеновитих планина организован је као територија Јуте. Део територије Јута се преклапао са делом Тексаса који ће бити купљен 13. децембра 1850. године, али је закон којим се овлашћује куповина усвојен на данашњи дан, тако да су границе територије Јуте претпостављале да ће куповина проћи. | Map of the change to the United States in central North America on September 9, 1850 |
| 9. децембар 1850.   | Уједињено Краљевство уступило је мање од једног хектара подводног камења за светионик у језеру Ири близу Буфала ; иако се налазио на Средњем гребену, име је добио по оближњем гребену Потковице. Био је окружен британским водама, стварајући тако облик енклаве. | Map of the change to the United States in central North America on December 9, 1850  |
| 13. децембар 1850.  | Савезна влада је купила западне претензије на Тексас. Територија Новог Мексика је организована из дела ове земље источно од Рио Гранде, заједно са преосталом неорганизованом територијом од мексичке цесије. Територија Новог Мексика је обухватала све области које су биле регулисане Керни правом. | Map of the change to the United States in central North America on December 13, 1850 |
| 5. април 1851.      | Држава Дезерет се сама распала, а њене функције и територију је у великој мери заменила Територија Јуте. | Незванична промена:                                                                  |
| 2. март 1853.       | Територија Вашингтона је организована од половине територије Орегона северно од 46° северно и реке Колумбија. | Map of the change to the United States in central North America on March 2, 1853     |
| 30. мај 1854.       | Територија Канзаса је организована са неорганизоване територије северно од 37° северно, а Територија Небраске је организована северно од 40° северно. Већи део преостале неорганизоване територије, источно од 100° западно, постао је познат као Индијанска територија, одређено као место за пресељење индијанских племена. Мала трака између Тексас превлаке и територије Канзаса није затражена, због пада јужно од границе територије Канзаса, али северно од 36°30′ северно успостављен у Мисури Компромис као северна граница ропства, па га Тексас није могао имати. Ово је постало познато као Оклахома превлака, или понекад "Ничија земља".                                                                     | Map of the change to the United States in central North America on May 30, 1854      |
| 30. јун 1854.       | Сједињене Државе су купиле велику парцелу од Мексика познату као Гадсден куповина, јер је нудила много бољу руту за јужну трансконтиненталну железницу. Тиме је решен гранични спор, јер је спорно земљиште укључено у откуп. | Спорови:                                                                             |
| 4. август 1854.     | Недавно добијена Гадсден куповина додељена је Територији Новог Мексика. | Map of the change to the United States in central North America on August 4, 1854    |
| 11. јануар 1855.    | Због своје неприступачности из остатка државе, Бостонски угао је пребачен из Масачусетс у Њујорк. | Map of the change to the United States in central North America on January 11, 1855  |
| 6. март 1855.       | Врховни суд је пресудио у корист Флориде у граничном спору са Џорџијом, постављајући државну граничну линију дуж МекНилове линије. | без промена на мапи                                                                  |
| 28. октобар 1856.   | Острво Бејкер и Острво Џарвис положено је по Закону о острвима Гвано. | Pacific Ocean:                                                                       |
| 11. мај 1858.       | Источна половина Територије Минесоте је прихваћена као тридесет друга држава, Минесота. Остатак је постао неорганизована територија. | Map of the change to the United States in central North America on May 11, 1858      |
| 31. август 1858.    | Острво Наваса је положено по Закону о острвима Гвано. | Caribbean Sea:                                                                       |
| 3. децембар 1858.   | Острво Хауланд је положено по Закону о острвима Гвано. | Pacific Ocean:                                                                       |
| 14. фебруар 1859.   | Западна половина територије Орегона је примљена као тридесет трећа држава, Орегон. Остатак је пребачен у територију Вашингтона. | Map of the change to the United States in central North America on February 14, 1859 |
| 6. јул 1859.        | Тим геодета је направио „Мидлтон Офсет“, мали зарез на граници између Кентакија и Тенесија. Не зна се тачно зашто је то учињено, иако је једна теорија да је локални земљопоседник желео своју имовину у Тенесију. | Map of the change to the United States in central North America on July 6, 1859      |
| 6. септембар 1859.  | Атол Џонстон је положен према Закону о острвима Гвано, иако је на њега полагала права Хаваји 1858. | Pacific Ocean:                                                                       |
| 7. новембар 1859.   | Успостављена је локална управа која обухвата делове територија Канзас, Небраска, Нови Мексико, Јута, и Вашингтон, са именом Џеферсон. Иако никада није призната од стране савезне владе, генерално је држала контролу над тим подручјем све док територија Колорадо није успостављена, која је усвојила већину својих закона. | Незванична промена:                                                                  |
| 27. децембар 1859.  | Острво Ендербери, Острво МеКин, Острво Раваки и Острво Старбак положено је по Закону о острвима Гвано. | Pacific Ocean:                                                                       |
| 29. децембар 1859.  | Божићно острво и Острво Малден су положени према Закону о острвима Гвано. | Pacific Ocean:                                                                       |
| 8. фебруар 1860.    | Тексас је створио Грир округ, полажући право на део индијанске територије на основу другачијег схватања савезне владе о томе која се рачва Црвеном реком југа је била граница између њих. Атафу, Острво Бирни, Бутаритари, Острво Каролина, Табуаран, Острво Флинт, Никумароро, Острво Кантон, Кингмен, Манихики, Маракеј, Нукунону, Палмира, Пенрин, Пукапука, Ракаханга, Острво Свејнс, Острво Манра, Острво Восток и Терајна су положени под Закон о острвима Гвано. Многа додатна острва су наведена као повезана на овај датум, али на основу координата била су или фантоми или дупликати. Поред тога, тврдило се Острво Сара Ен, које је можда постојало и било би виђено тек 1917. године, али је од тада нестало. | Pacific Ocean:                                                                       |

## 1860–1865 (Амерички грађански рат)
| Датум              | Догађај | Промена на мапи                                                                      |
| ------------------ | --- | ------------------------------------------------------------------------------------ |
| 20. децембар 1860. | Као одговор на изборе Абрахама Линколна, Јужна Каролина је прогласила сецесију из Уније, повлачећи се из Конгреса Сједињених Држава. | Спорови:                                                                             |
| 9. јануар 1861.    | Мисисипи је прогласио своје отцепљење од Уније, повлачећи се из Конгреса. | Спорови:                                                                             |
| 10. јануар 1861.   | Флорида је прогласила сецесију из Уније, повлачећи се из Конгреса. | Спорови:                                                                             |
| 11. јануар 1861.   | Алабама је прогласила своје отцепљење од Уније, повлачећи се из Конгреса. | Спорови:                                                                             |
| 19. јануар 1861.   | Џорџија је прогласила сецесију из Уније, повлачећи се из Конгреса. | Спорови:                                                                             |
| 26. јануар 1861.   | Луизијана је прогласила своје отцепљење од Уније, повлачећи се из Конгреса. Међутим, 1. и 2. конгресни округ, око Њу Орлеанса, их је одржао у Конгресу. | Спорови:                                                                             |
| January 29, 1861   | The bulk of Kansas Territory east of 25° west from Washington was admitted as the thirty-fourth state, Kansas. The remainder became unorganized territory. | Map of the change to the United States in central North America on January 29, 1861  |
| February 8, 1861   | The Confederate States of America was formed by representatives of the seceded states of Alabama, Georgia, Florida, Louisiana, Mississippi, and South Carolina. | Спорови:                                                                             |
| February 28, 1861  | Colorado Territory was organized from portions of Nebraska Territory, New Mexico Territory, and Utah Territory, along with unorganized territory. | Map of the change to the United States in central North America on February 28, 1861 |
| March 2, 1861      | Texas proclaimed its secession from the Union and was admitted to the Confederate States, withdrawing from Congress. Dakota Territory was organized from Nebraska Territory and the unorganized territory north of it. Nebraska Territory's western border was moved to 27° west from Washington, gaining small portions of Utah Territory and Washington Territory. Nevada Territory was organized from Utah Territory west of 39° west from Washington. | Спорови:                                                                             |
| March 28, 1861     | Representatives in the southern half of New Mexico Territory proclaimed an independent Arizona Territory south of 34° north. | Спорови:                                                                             |
| April 12, 1861     | The Battle of Fort Sumter in South Carolina begins the American Civil War. | Спорови:                                                                             |
| April 17, 1861     | Following the Battle of Fort Sumter and President Abraham Lincoln's call for troops to respond, Virginia proclaimed its secession from the Union, withdrawing from Congress. However, the 1st (along the Eastern Shore), 7th (near Washington, D.C.), and 10th, 11th, and 12th (in the northwest of the state) congressional districts maintained representation in Congress.                                                                             | Спорови:                                                                             |
| May 6, 1861        | Arkansas proclaimed its secession from the Union, withdrawing from Congress. | Спорови:                                                                             |
| May 7, 1861        | Virginia was admitted to the Confederate States. | Спорови:                                                                             |
| May 16, 1861       | Kentucky declared itself neutral in the American Civil War. | без промена на мапи                                                                  |
| May 20, 1861       | Arkansas was admitted to the Confederate States. North Carolina proclaimed its secession from the Union, withdrawing from Congress. | Спорови:                                                                             |
| May 21, 1861       | North Carolina was admitted to the Confederate States. The law admitting the state required a presidential proclamation before it was to take effect, which sources say took place on this date; the only primary source found so far is a statement from Jefferson Davis on July 20 stating that the proclamation had been made. | Спорови:                                                                             |
| June 6, 1861       | Robert Williamson Steele, governor of Jefferson Territory, declared the territory disbanded and handed over the government to the first governor of Colorado Territory. | Незванична промена:                                                                  |
| June 8, 1861       | Tennessee proclaimed its secession from the Union, withdrawing from Congress. However, the 2nd, 3rd, and 4th congressional districts in the central part of the state maintained representation in Congress. | Спорови:                                                                             |
| June 25, 1861      | The federal government recognized the Restored Government of Virginia in Wheeling as the legitimate government of Virginia. | Map of the change to the United States in central North America on June 25, 1861     |
| July 2, 1861       | Tennessee was admitted to the Confederate States. | Спорови:                                                                             |
| August 1, 1861     | Following Confederate victory in the First Battle of Mesilla, Arizona Territory was proclaimed as part of the Confederate States. | Спорови:                                                                             |
| September 13, 1861 | Following the Confederate occupation of Columbus, Kentucky, on September 3, 1861, the state abandoned neutrality and aligned with the Union government. | без промена на мапи                                                                  |
| October 31, 1861   | A splinter government in Neosho, Missouri, declared the secession of the state from the United States. | Спорови:                                                                             |
| November 20, 1861  | A convention in Russellville, Kentucky, declared the formation of a splinter government in Bowling Green and the secession of Kentucky from the United States. | Спорови:                                                                             |
| November 28, 1861  | The splinter Neosho government of Missouri was admitted to the Confederate States. The Confederate States never held much power over the state, but it was given full representation in the legislature. | Спорови:                                                                             |
| December 10, 1861  | The splinter Bowling Green government of Kentucky was admitted to the Confederate States. The Confederate States never held much power over the state, but it was given full representation in the legislature. | Спорови:                                                                             |
| December 21, 1861  | The Confederate States ratified treaties with the Osage, and the Seneca and Shawnee. | Спорови:                                                                             |
| December 23, 1861  | The Confederate States ratified treaties with the Cherokee, granting them a delegate to the Congress of the Confederate States, and with the Seminole, granting them a delegate to be shared with the Creek. | Спорови:                                                                             |
| December 31, 1861  | The Confederate States ratified treaties with the Choctaw and Chickasaw, granting them a delegate in the Congress of the Confederate States; with the Comanche; with the Creek, granting them a delegate to be shared with the Seminole; and the Quapaw. | Спорови:                                                                             |
| March 1, 1862      | A decree by the Supreme Court of the United States took effect, modifying the border between Massachusetts and Rhode Island. | Map of the change to the United States in central North America on March 1, 1862     |
| April 15, 1862     | Palmyra Atoll was annexed by Hawaii, and the American claim falls dormant. | Pacific Ocean:                                                                       |
| July 14, 1862      | The slice of Utah Territory west of 38° west from Washington was transferred to Nevada Territory. | Map of the change to the United States in central North America on July 14, 1862     |
| December 30, 1862  | The Swan Islands were claimed under the Guano Islands Act. | Caribbean Sea:                                                                       |
| February 24, 1863  | Arizona Territory was organized from the half of New Mexico Territory west of 32° west from Washington. | Map of the change to the United States in central North America on February 24, 1863 |
| March 3, 1863      | Idaho Territory was organized from the parts of Dakota Territory and Nebraska Territory west of 27° west from Washington, and the half of Washington Territory east of the Snake River and a line north from the mouth of the Clearwater River. | Map of the change to the United States in central North America on March 3, 1863     |
| March 4, 1863      | Due to disruption in voting and low turnout, no one was allowed to take the seats in the United States House of Representatives held by the Unionist areas of Louisiana, Tennessee, and Virginia, effectively expelling the states. | Map of the change to the United States in central North America on March 4, 1863     |
| June 20, 1863      | The northwestern counties of Virginia, represented by the Restored Government of Virginia in Wheeling, were split from the rest of Virginia and admitted to the Union as the thirty-fifth state, West Virginia. The Restored Government of Virginia was relocated to Alexandria. | Map of the change to the United States in central North America on June 20, 1863     |
| August 5, 1863     | Berkeley County was transferred by the federal government from Virginia to West Virginia. | Map of the change to the United States in central North America on August 5, 1863    |
| November 2, 1863   | Jefferson County was transferred from Virginia to West Virginia. | Map of the change to the United States in central North America on November 2, 1863  |
| May 26, 1864       | Montana Territory was organized from the northeast third of Idaho Territory, and the southeast third of Idaho Territory was transferred to Dakota Territory. | Map of the change to the United States in central North America on May 26, 1864      |
| October 15, 1864   | Malden Island was claimed by the United Kingdom. | Pacific Ocean:                                                                       |
| October 31, 1864   | Nevada Territory was admitted as the thirty-sixth state, Nevada. | Map of the change to the United States in central North America on October 31, 1864  |
| May 5, 1865        | The Confederate States cabinet met in Washington, Georgia, and dissolved. Military surrenders were scattered throughout 1865, but the most important is regarded as that of the Army of Northern Virginia following the Battle of Appomattox Court House on April 9. | Спорови:                                                                             |

## 1866–1897 (Reconstruction and western statehood)
| Date               | Event | Change Map                                                                            |
| ------------------ | --- | ------------------------------------------------------------------------------------- |
| May 5, 1866        | The slice of Utah Territory west of 37° west from Washington was transferred to Nevada. | Map of the change to the United States in central North America on May 5, 1866        |
| July 24, 1866      | Tennessee was readmitted to Congress. | Map of the change to the United States in central North America on July 24, 1866      |
| December 26, 1866  | Starbuck Island was claimed by the United Kingdom. | Pacific Ocean:                                                                        |
| January 18, 1867   | The northwestern corner of Arizona Territory, west of the Colorado River and 37° west from Washington, was transferred to Nevada. The law transferring the land was approved May 5, 1866, but unlike the Utah Territory transfer of that day, this transfer was contingent on the state accepting it. | Map of the change to the United States in central North America on January 18, 1867   |
| March 1, 1867      | Nebraska Territory was admitted as the thirty-seventh state, Nebraska. | Map of the change to the United States in central North America on March 1, 1867      |
| July 1, 1867       | Canada was formed from several British colonies, including New Brunswick, thus inheriting the dispute over Machias Seal Island and North Rock. | Спорови:                                                                              |
| August 28, 1867    | Midway Atoll was claimed. An attempt had been made at the time of its discovery in 1859 to claim it under the Guano Islands Act. | Pacific Ocean:                                                                        |
| October 18, 1867   | Alaska was purchased from the Russian Empire and designated the Department of Alaska. Due to a vague description and lack of quality surveying, the southeastern border with British holdings was unclear and disputed. | Northwestern North America:                                                           |
| June 22, 1868      | Arkansas was readmitted to Congress. | Map of the change to the United States in central North America on June 22, 1868      |
| June 25, 1868      | Florida was readmitted to Congress. | Map of the change to the United States in central North America on June 25, 1868      |
| July 4, 1868       | North Carolina was readmitted to Congress. | Map of the change to the United States in central North America on July 4, 1868       |
| July 9, 1868       | Louisiana and South Carolina were readmitted to Congress. Caroline Island was claimed by the United Kingdom. | Pacific Ocean:                                                                        |
| July 13, 1868      | Alabama was readmitted to Congress. | Map of the change to the United States in central North America on July 13, 1868      |
| July 25, 1868      | Georgia was readmitted to Congress. Wyoming Territory was organized from portions of Dakota, Idaho, and Utah Territories. The territory would remain under the jurisdiction of the Dakota Territory until its own government was organized on May 19, 1869. The act organizing Wyoming Territory became law on this date, but it is unclear if the territory could be considered "organized" until May 19, 1869, as the act specifies it was not to take effect until a government is organized; however, all sources use this date as the creation, and most use it for the organization, of the territory. A tiny portion of the Dakota Territory was erroneously left behind on the western side of Wyoming Territory. | Map of the change to the United States in central North America on July 25, 1868      |
| August 12, 1868    | The list of bonded guano island claims mentions "Islands in Caribbean Sea not named" bonded on this date, but it is unknown to what this is referring. | без промена на мапи                                                                   |
| December 11, 1868  | Serrana Bank was claimed under the Guano Islands Act. Colombia has claimed it throughout its history. | Caribbean Sea:                                                                        |
| March 3, 1869      | Georgia was again expelled from Congress following failures of Reconstruction in the state. | Map of the change to the United States in central North America on March 3, 1869      |
| November 22, 1869  | Bajo Nuevo Bank, Pedro Cays, Quita Sueño Bank, and Roncador Bank were claimed under the Guano Islands Act. Except for Pedro Cays, Colombia has claimed them throughout its history. | Caribbean Sea:                                                                        |
| January 26, 1870   | Virginia was readmitted to Congress. | Map of the change to the United States in central North America on January 26, 1870   |
| February 23, 1870  | Mississippi was readmitted to Congress. | Map of the change to the United States in central North America on February 23, 1870  |
| March 30, 1870     | Texas was readmitted to Congress. | Map of the change to the United States in central North America on March 30, 1870     |
| July 15, 1870      | Georgia was again readmitted to Congress. The North-Western Territory was transferred by the United Kingdom to Canada, thus transferring its portion of the Alaska boundary dispute. | Northwestern North America:                                                           |
| February 9, 1871   | A small parcel was transferred from Dakota Territory to Nebraska following a sudden change in course of the Missouri River. | Map of the change to the United States in central North America on February 9, 1871   |
| July 20, 1871      | British Columbia joined Canada, transferring the dispute over the San Juan Islands as well as its portion of the Alaska boundary dispute. | Спорови: Northwestern North America:                                                  |
| October 21, 1872   | The dispute with Canada over the San Juan Islands was resolved in the favor of the United States claim. | Спорови:                                                                              |
| 1873               | Vostok Island was claimed by the United Kingdom. | Pacific Ocean:                                                                        |
| February 17, 1873  | The small portion of Dakota Territory that was left behind when Wyoming Territory was created was transferred to Montana Territory. | Map of the change to the United States in Central North America on February 17, 1873  |
| August 1, 1876     | Colorado Territory was admitted as the thirty-eighth state, Colorado. | Map of the change to the United States in central North America on August 1, 1876     |
| August 13, 1877    | The United Kingdom created the British Western Pacific Territories, including Atafu and Nukunono. | Pacific Ocean:                                                                        |
| March 3, 1879      | The border across the Chesapeake Bay between Maryland and Virginia was decided via arbitration. It is unknown if any land actually changed hands. | too vague to map                                                                      |
| September 8, 1879  | Arenas Key, claimed by Mexico; the Morant Cays; and Serranilla Bank, claimed by Colombia, were claimed by the United States under the Guano Islands Act; according to the Office of Insular Affairs, Serranilla Bank was claimed again on September 13, 1880. | Caribbean Sea:                                                                        |
| April 7, 1880      | A very small area of Fair Haven, Vermont was transferred to New York due to a change in the course in the Poultney River. | too small to map                                                                      |
| September 13, 1880 | Western Triangle Island, claimed by Mexico, was claimed by the United States under the Guano Islands Act. The list of bonded claims also mentions a "De Anes" island claimed on this date, with coordinates matching Isla de Aves; however, the same list points out that the claim to "Aves Island" was found to be invalid. | Caribbean Sea:                                                                        |
| 1881               | Flint Island was claimed by the United Kingdom. | Pacific Ocean:                                                                        |
| May 23, 1882       | The area between 43° north and the Keya Paha and Niobrara Rivers was transferred from Dakota Territory to Nebraska. The act was passed in Congress on March 28 and accepted by the Nebraska legislature on this date. | Map of the change to the United States in central North America on May 23, 1882       |
| June 1, 1882       | The Morant Cays and Pedro Cays were annexed by the United Kingdom to Jamaica; it appears they were no longer claimed by the United States after this. | Caribbean Sea:                                                                        |
| May 17, 1884       | The Department of Alaska was organized into the District of Alaska. | Northwestern North America:                                                           |
| June 21, 1884      | The Alacrans Islands, claimed by Mexico, were claimed under the Guano Islands Act. | Caribbean Sea:                                                                        |
| March 15, 1888     | Fanning Island was annexed by the United Kingdom; it appears the island was no longer claimed by the United States after this. | Pacific Ocean:                                                                        |
| March 17, 1888     | Christmas Island was claimed by the United Kingdom. | Pacific Ocean:                                                                        |
| October 26, 1888   | The Cook Islands became a protectorate of the United Kingdom, thus initiating a claim on the atolls of Pukapuka, Manihiki, Penrhyn, and Rakahanga. | Pacific Ocean:                                                                        |
| May 29, 1889       | Washington Island was annexed by the United Kingdom; it appears the island was no longer claimed by the United States after this. | Pacific Ocean:                                                                        |
| June 3, 1889       | Jarvis Island was claimed by the United Kingdom. | Pacific Ocean:                                                                        |
| June 26, 1889      | Sydney Island was claimed by the United Kingdom. | Pacific Ocean:                                                                        |
| June 29, 1889      | Phoenix Island was claimed by the United Kingdom. | Pacific Ocean:                                                                        |
| July 10, 1889      | Birnie Island was claimed by the United Kingdom. | Pacific Ocean:                                                                        |
| November 2, 1889   | Dakota Territory was split in half along the "seventh standard parallel north", a few miles south of 46° north, and admitted as the thirty-ninth state, North Dakota, and the fortieth state, South Dakota. | Map of the change to the United States in central North America on November 2, 1889   |
| November 8, 1889   | Montana Territory was admitted as the forty-first state, Montana. | Map of the change to the United States in central North America on November 8, 1889   |
| November 11, 1889  | Washington Territory was admitted as the forty-second state, Washington. | Map of the change to the United States in central North America on November 11, 1889  |
| May 2, 1890        | Oklahoma Territory was organized from the Public Land Strip and the western half of Indian Territory, except for the Cherokee Outlet, which would be added later upon cession from the Cherokee. | Map of the change to the United States in central North America on May 2, 1890        |
| July 3, 1890       | Idaho Territory was admitted as the forty-third state, Idaho. | Map of the change to the United States in central North America on July 3, 1890       |
| July 10, 1890      | Wyoming Territory was admitted as the forty-fourth state, Wyoming. | Map of the change to the United States in central North America on July 10, 1890      |
| March 8, 1892      | The Gilbert Islands became a protectorate of the United Kingdom, thus initiating a claim on Butaritari and Marakei. No record of a United States claim exists after this point, so it is assumed this is when the claim fell dormant. | Pacific Ocean:                                                                        |
| May 28, 1892       | Gardner Island was claimed by the United Kingdom. | Pacific Ocean:                                                                        |
| September 16, 1893 | Per a treaty with the Cherokee, the federal government purchased the Cherokee Outlet in the Indian Territory and opened it to settlement, transferring it to Oklahoma Territory as provided in the Oklahoma Organic Act. | Map of the change to the United States in central North America on September 16, 1893 |
| November 17, 1894  | The Alacrans Islands, Arenas Key, and Western Triangle Island were stricken from the list of claimed guano islands. | Caribbean Sea:                                                                        |
| January 4, 1896    | Utah Territory was admitted as the forty-fifth state, Utah. | Map of the change to the United States in central North America on January 4, 1896    |
| March 16, 1896     | The dispute between the federal government, on behalf of Oklahoma Territory, and Texas over Greer County was resolved in favor of the federal claim. | Map of the change to the United States in central North America on March 16, 1896     |
| July 24, 1897      | Due to an earlier shift in the course of the Missouri River, an island was transferred from Nebraska to South Dakota. | Map of the change to the United States in central North America on July 24, 1897      |

## 1898–1945 (Pacific and Caribbean expansion)
| Date               | Event | Change Map                                                                            |
| ------------------ | --- | ------------------------------------------------------------------------------------- |
| August 12, 1898    | The Republic of Hawaii was annexed. The ceremony to transfer sovereignty occurred on this date; the act was signed on July 7, 1898. Johnston Atoll was not included with Hawaii, nor was Sikaiana Atoll, which had been ceded to Hawaii in 1856 by its residents and approved by King Kamehameha IV. However, the annexation was based on the islands named in a report of the Hawaiian Commission, which omitted Sikaiana. | Pacific Ocean:                                                                        |
| January 17, 1899   | Wake Island was claimed. | Pacific Ocean:                                                                        |
| April 11, 1899     | Guam, Porto Rico, and, on agreed payment of $20 million, the Philippines were ceded by Spain following the Spanish–American War. The Philippines were claimed by the First Philippine Republic. The ceded region for the Philippines included the island of Palmas, which was administered by the Netherlands. This overlap would not be noticed until January 21, 1906. While the United States occupied Cuba for a time, it was not ceded nor claimed. | Pacific Ocean: Caribbean Sea:                                                         |
| February 16, 1900  | The United States took ownership of the Samoan Islands east of 171° west, per the terms of the Tripartite Convention. | Pacific Ocean:                                                                        |
| February 19, 1900  | The newly acquired Samoan islands were established as Naval Station, Tutuila. It included all of the islands granted by the Tripartite Convention, though formal cession of the islands by local authorities would take place later in 1900 and 1904. | Pacific Ocean:                                                                        |
| April 12, 1900     | Porto Rico was organized into a civil territory. | без промена на мапи                                                                   |
| April 17, 1900     | The island of Tutuila was formally ceded to the United States and added to Naval Station, Tutuila. As the United States had already claimed the island on February 19, 1900, no change is mapped. The treaty would be ratified by Congress on February 20, 1929. | без промена на мапи                                                                   |
| June 14, 1900      | The former Republic of Hawaii was organized into Hawaii Territory. | Pacific Ocean:                                                                        |
| March 3, 1901      | The transfer for a thin sliver of Bristol, Tennessee, to Bristol, Virginia, was approved by Congress after having been approved by both states. The location of the border along Main Street (now State Street) between the two cities was either the northern sidewalk of the street, or down the middle of the street; Tennessee's cession of the northern half of the street laid the issue to rest. | too small to map                                                                      |
| March 23, 1901     | The president of the First Philippine Republic, Emilio Aguinaldo, was captured, and the republic was dissolved. On this same date several islands, Cagayan de Sulu and Sibutu among them, were purchased from Spain and assigned to the Philippines, which was then being governed as a U.S. insular area. The borders specified in the Treaty of Paris of 1898 had excluded these islands; the new treaty simply ceded "any and all islands belonging to the Philippine Archipelago". | Pacific Ocean:                                                                        |
| July 4, 1901       | The Insular Government of the Philippine Islands was established. | Pacific Ocean:                                                                        |
| July 1, 1902       | The Philippines were organized. | без промена на мапи                                                                   |
| October 20, 1903   | The Alaska boundary dispute with Canada was resolved, generally in favor of the United States claim. | Northwestern North America:                                                           |
| December 10, 1903  | Land along southern Guantánamo Bay was leased in perpetuity from Cuba for use as a naval base; the treaty took effect February 23, 1903, and the formal handover occurred on this date. | без промена на мапи                                                                   |
| May 4, 1904        | The United States took ownership of the Panama Canal Zone. At this stage, only the most basic borders were defined; it was a zone surrounding the canal on each side for five miles, but excluded the cities of Colón and Panama City, which remained exclaves of Panama, as well as the water for their harbors. The Hay–Bunau-Varilla Treaty granting it to the United States was ratified on February 26, 1904. A formal border agreement, which also gave the Canal Zone some land and a lighthouse in northwest Colón, would be ratified on June 15, 1904. | Caribbean Sea:                                                                        |
| July 16, 1904      | The Manuʻa islands were formally ceded to the United States and added to Naval Station, Tutuila. As the United States had already claimed the islands on February 19, 1900, no change is mapped. The treaty would be ratified by Congress on February 20, 1929. | без промена на мапи                                                                   |
| December 12, 1904  | The "Taft Agreement" was made with Panama on December 3, with one of its sections refining the maritime boundary of the harbor of Panama City and the Panama Canal Zone. It became effective December 12. | без промена на мапи                                                                   |
| February 10, 1905  | The border between Arkansas and Indian Territory was slightly adjusted near Fort Smith, Arkansas, transferring a small amount of land on the east side of the Poteau River to Arkansas. | Map of the change to the United States in central North America on February 10, 1905  |
| November 16, 1907  | Indian Territory and Oklahoma Territory were combined and admitted as the forty-sixth state, Oklahoma. | Map of the change to the United States in central North America on November 16, 1907  |
| April 11, 1908     | A boundary treaty with the United Kingdom on behalf of Canada redefined the maritime borders between the United States and Canada. Among other changes, this "de-enclaved" Horseshoe Reef in Lake Erie by making the water around it contiguous with the water on the American side of the border. | без промена на мапи                                                                   |
| January 1, 1909    | The new Constitution of Michigan included some area of Wisconsin within its definition of Michigan. | Map of the change to the United States in central North America on January 1, 1909    |
| August 20, 1910    | A boundary treaty with the United Kingdom on behalf of Canada addressed a slight uncertainty in the maritime border in Passamaquoddy Bay between Maine and Canada. The border was adjusted to run east of Pope's Folly Island, which previously lay on the border line, and had been the subject of some debate for many years. | Map of the change to the United States in central North America on August 20, 1910    |
| July 17, 1911      | Naval Station, Tutuila, was renamed American Samoa; the station continued to operate separate from territorial governance until 1951. | Pacific Ocean:                                                                        |
| January 6, 1912    | New Mexico Territory was admitted as the forty-seventh state, New Mexico. | Map of the change to the United States in central North America on January 6, 1912    |
| February 14, 1912  | Arizona Territory was admitted as the forty-eighth state, Arizona. | Map of the change to the United States in central North America on February 14, 1912  |
| August 24, 1912    | The District of Alaska was reorganized as the Alaska Territory. | Northwestern North America:                                                           |
| January 31, 1913   | New Mexico filed suit in the Supreme Court against Texas over the "Country Club Dispute", questioning whether the present course or the 1850 course of the Rio Grande should be their border. | Map of the change to the United States in central North America on January 31, 1913   |
| August 5, 1914     | The Corn Islands were leased from Nicaragua for a period of 99 years; however, this was not a full transfer of sovereignty, and the islands were never administered as an insular area. | без промена на мапи                                                                   |
| May 1, 1915        | The borders of the Panama Canal Zone were explicitly defined. Whereas the original definition was a simple corridor surrounding the canal, this treaty specified the actual border. Among the changes this caused were: a slice of Canal Zone was ceded to Panama so Panama City would be connected with the rest of the country; the middle island of the Las Tres Hermanas Islands, which marked the border of Panama City's harbor, was wholly made part of Canal Zone; Gatun Lake and other surrounding waters were formally annexed to the territory; and an area of northwest Colón was ceded to Canal Zone. | Caribbean Sea:                                                                        |
| May 27, 1915       | Under Article II of the 1903 Treaty, the United States expropriated from Panama several areas around the mouth of the Rio Chagres, annexing them to the Panama Canal Zone. | too small to map                                                                      |
| December 8, 1915   | The United States expropriated from Panama a triangle of land, which included the historic Fort San Lorenzo, between the Rio Chagres, Caribbean Sea and the Panama Canal Zone, to which it was annexed. | too small to map                                                                      |
| January 17, 1916   | Navassa Island was formally claimed for lighthouse purposes. | без промена на мапи                                                                   |
| August 29, 1916    | The Philippines were reorganized to provide more autonomous government. | без промена на мапи                                                                   |
| March 31, 1917     | The Danish Virgin Islands were purchased from Denmark and renamed the United States Virgin Islands. | Caribbean Sea:                                                                        |
| July 12, 1918      | The United States expropriated from Panama 2.6 hectares of land at Punta Paitilla in Panama City and annexed it to the Panama Canal Zone. That area was enlarged to about 50 hectares within several months. | too small to map                                                                      |
| August 21, 1918    | The United States expropriated from Panama land between the Rio Chagres and the Quebrada Majagual and annexed it to the Panama Canal Zone. | Caribbean Sea:                                                                        |
| September 13, 1918 | Minnesota and Wisconsin exchanged islands in the Mississippi River: Island Seventytwo was transferred to Winona, Minnesota, and Barron's Island was transferred to La Crosse, Wisconsin. | Map of the change to the United States in central North America on September 13, 1918 |
| September 18, 1919 | The island of Largo Remo was annexed to the Panama Canal Zone under the United States right of expropriation in the 1903 Canal Treaty. | Caribbean Sea:                                                                        |
| June 16, 1920      | Fifteen hectares on the island of Taboga Island were annexed to the Panama Canal Zone. | too small to map                                                                      |
| June 30, 1921      | The "Wedge" dispute between Delaware and Pennsylvania was resolved in Delaware's favor. The disputed land had generally been administered by Delaware, even electing a member of the Delaware legislature in the mid-19th century, but federal maps had included the land as part of Pennsylvania at least as late as 1900. The states had agreed on a resolution, and it was affirmed by an act of Congress on this date. Some sources, both contemporary and modern, note that, in the original process of resurveying the border in 1892, a very thin, horn-shaped region along the arc was transferred from Delaware to Pennsylvania; however, no federal maps found reflect this, and it is unclear if this transfer actually occurred. | Map of the change to the United States in central North America on June 30, 1921      |
| May 10, 1922       | Kingman Reef was formally annexed. | без промена на мапи                                                                   |
| October 8, 1923    | Michigan expanded its claim to Wisconsin territory, though Wisconsin never lost control over the area. | Map of the change to the United States in central North America on October 8, 1923    |
| November 15, 1923  | The Swan Islands were claimed by Honduras. | Caribbean Sea:                                                                        |
| February 1, 1924   | The future area for Madden Lake was annexed to the Panama Canal Zone under the United States right of expropriation in the 1903 Canal Treaty. | Caribbean Sea:                                                                        |
| March 4, 1925      | Swains Island was added to American Samoa. | Pacific Ocean:                                                                        |
| July 17, 1925      | The border with Canada was adjusted in several places. The only change to a land border redefined how the border between the Lake of the Woods and the Rocky Mountains should be considered; previously, the border followed the curve of the parallel between each border monument, while the treaty changed this to straight lines between each monument. Through this, the United States netted a gain of between 30 and 35 acres of land. Due to the extremely small shift, the lack of specific documentation of where the changes occurred, and the lack of any human impact, this change is not mapped. There was also a change to the border in the Lake of the Woods; due to a surveying anomaly, the previous border intersected itself several times in the lake, creating enclaves of United States water surrounded by Canadian water. The treaty changed the border to use the southernmost intersection as the northwestern point of the Lake of the Woods. Finally, the maritime border in the Bay of Fundy was adjusted, netting Canada roughly 9 acres of water. | too small to map                                                                      |
| March 1, 1926      | The Supreme Court of the United States resolved the conflict between Michigan and Wisconsin in the favor of Wisconsin. | Map of the change to the United States in central North America on March 1, 1926      |
| July 29, 1926      | Johnston Atoll was established as a federal bird refuge and placed under the jurisdiction of the United States Department of Agriculture. The atoll had originally been claimed by both the United States and Hawaii in 1858, but little activity apart from guano mining had taken place, and it had been largely abandoned for decades. | без промена на мапи                                                                   |
| November 22, 1926  | The Supreme Court of the United States defined the border between Michigan and Wisconsin, transferring all islands south of the Quinnesec Falls on the Menominee River to Wisconsin, and all islands north of the falls to Michigan; it is unknown specifically which islands were transferred in this fashion. However, an error in the border description introduced a small overlap between the two states over several islands in Lake Michigan north of the Door Peninsula. | Map of the change to the United States in central North America on November 22, 1926  |
| July 18, 1927      | The United States expropriated from Panama another 33 hectares of land on the islands of Taboga and Taboguilla and annexed them to the Panama Canal Zone. | too small to map                                                                      |
| October 26, 1927   | Two bancos along the Colorado River were ceded from Mexico to Arizona. | too small to map                                                                      |
| December 5, 1927   | The "Country Club Dispute" between New Mexico and Texas was resolved in Texas's favor. | Map of the change to the United States in Central North America on December 5, 1927   |
| April 4, 1928      | The Island of Palmas Case was decided in the favor of the Netherlands, ceding Palmas to the Dutch East Indies. | Pacific Ocean:                                                                        |
| September 24, 1928 | The United States expropriated from Panama three hectares of land at El Cerro de Doscientos Pies ("200-Foot Hill") near Las Minas Bay and annexed it to the Panama Canal Zone. | too small to map                                                                      |
| July 22, 1930      | The United States expropriated from Panama 25 hectares on Jicarita Island and 60 hectares at Punta Morro de Puercos and annexed them to the Panama Canal Zone. | too small to map                                                                      |
| April 15, 1931     | The United States expropriated from Panama additional areas around the soon-to-be-built Madden Dam and annexed them to the Panama Canal Zone. | Caribbean Sea:                                                                        |
| May 3, 1932        | The United States adjusted the border at Punta Paitilla in the Canal Zone, returning a small amount of land to Panama. This was the site for a planned new American embassy, which had to be built on foreign soil. | too small to map                                                                      |
| May 17, 1932       | Porto Rico was renamed Puerto Rico. | Caribbean Sea:                                                                        |
| December 13, 1932  | The Mangsee Islands and seven of the Turtle Islands were ceded by the United Kingdom from North Borneo to the Philippines. The islands were supposed to be included in the 1900 transfer of islands from Spain to the United States. Per the terms of the treaty, the United Kingdom continued to administer the islands until requested, and, after the Philippines' independence, the Philippine government made such a request and took control. | Pacific Ocean:                                                                        |
| May 29, 1933       | The Supreme Court of the United States ruled that the border between New Hampshire and Vermont was the low water mark of the west bank of the Connecticut River; Vermont had sought to have the border placed in the middle of the river. | без промена на мапи                                                                   |
| November 13, 1933  | A treaty created the Rio Grande Rectification Project, which, from 1935 to 1938, straightened and stabilized the path of the Rio Grande through the El Paso–Juárez Valley. By the end of the project, 174 parcels had been transferred between Mexico and Texas, each side receiving an equal area of land. | too small to map                                                                      |
| December 29, 1934  | Kingman Reef was placed under the jurisdiction of the United States Department of the Navy. | без промена на мапи                                                                   |
| November 15, 1935  | The Insular Government of the Philippine Islands was dissolved and replaced with the Commonwealth of the Philippines. | Pacific Ocean:                                                                        |
| March 16, 1936     | The de jure overlap between Michigan and Wisconsin was resolved by the Supreme Court of the United States. | Map of the change to the United States in central North America on March 16, 1936     |
| May 13, 1936       | Baker Island, Howland Island, and Jarvis Island were formally annexed and placed under the jurisdiction of the United States Department of the Interior, ending the United Kingdom's claim to Jarvis Island. | Pacific Ocean:                                                                        |
| June 22, 1936      | The U.S. Virgin Islands were organized into a civil territory. | без промена на мапи                                                                   |
| August 6, 1936     | Canton Island, Enderbury Island, and McKean Island were claimed by the United Kingdom. | Pacific Ocean:                                                                        |
| April 6, 1939      | The condominium of the Canton and Enderbury Islands was established with the United Kingdom. | Pacific Ocean:                                                                        |
| July 27, 1939      | Panama gained a sovereign corridor that was carved out of the Panama Canal Zone connecting Colón with the rest of Panama, along with a three-dimensional "tube" of sovereignty for a future crossing over an American highway. A corridor consisting of the road from the Canal Zone boundary to Madden Dam was annexed to the Canal Zone. | Caribbean Sea:                                                                        |
| August 16, 1939    | This is the earliest date so far discovered for when the United States began claiming Fakaofo, Funafuti, Hull Island, Niulakita, Nukufetau, and Nukulaelae. | Pacific Ocean:                                                                        |
| December 10, 1941  | Governor George McMillin surrendered Guam to the Japanese military. | Pacific Ocean:                                                                        |
| December 23, 1941  | The garrison on Wake Island surrendered to the Japanese military. | Pacific Ocean:                                                                        |
| March 26, 1942     | The government of the Philippines evacuated from the territory in the face of Japanese advance. A government-in-exile would be established in Washington, D.C. on May 17, 1942. The United States Army Forces in the Far East would surrender on April 9, 1942, following the Battle of Bataan, and the final military holdouts would surrender on May 6, 1942, following the Battle of Corregidor. | Pacific Ocean:                                                                        |
| October 14, 1943   | The Second Philippine Republic was established as a puppet state of Japan. | Pacific Ocean:                                                                        |
| August 10, 1944    | Guam was captured from Japan. | Pacific Ocean:                                                                        |
| August 17, 1945    | The Second Philippine Republic, in exile in Tokyo since April 3, 1945, was dissolved. The process of re-establishing the Commonwealth government on Philippine soil had started on October 23, 1944. | Pacific Ocean:                                                                        |
| September 4, 1945  | The Japanese garrison on Wake Island surrendered to the United States. | Pacific Ocean:                                                                        |

## 1946–present (Decolonization)
| Date               | Event | Change map                                                                          |
| ------------------ | --- | ----------------------------------------------------------------------------------- |
| July 4, 1946       | The Commonwealth of the Philippines became independent as the Republic of the Philippines. | Pacific Ocean:                                                                      |
| July 18, 1947      | The United Nations entrusted the Trust Territory of the Pacific Islands to the United States. | Pacific Ocean:                                                                      |
| January 1, 1949    | The Tokelau Islands were incorporated into New Zealand, which inherited the claims on Atafu, Fakaofo, and Nukunono. | Pacific Ocean:                                                                      |
| August 1, 1950     | Guam was organized into a civil territory. | без промена на мапи                                                                 |
| August 3, 1950     | Kansas and Missouri exchanged small portions of land along the Missouri River, due to shifts in the river following a flood in 1944. | Map of the change to the United States in central North America on August 3, 1950   |
| April 11, 1955     | Panama's corridor connecting Colón with the rest of Panama was realigned within the Panama Canal Zone. Several three-dimensional "tubes" of sovereignty were also created, allowing Panamanian bridges to pass over rivers and a highway at several locations within the Canal Zone. | too small to map                                                                    |
| August 23, 1955    | Several border locations of the Panama Canal Zone were redefined. Punta Paitilla, the land held on Taboga Island, and the remaining American holdings in Colón and Panama City were ceded to Panama. | Caribbean Sea:                                                                      |
| January 3, 1959    | The Alaska Territory was admitted as the forty-ninth state, Alaska. | Northwestern North America:                                                         |
| August 21, 1959    | Most of Hawaii Territory was admitted as the fiftieth state, Hawaii. Palmyra Atoll was excluded from statehood and remained a territory. | Pacific Ocean:                                                                      |
| August 25, 1961    | About 20 acres of land was transferred from Minnesota to North Dakota near Fargo, North Dakota. | too small to map                                                                    |
| January 14, 1964   | The Chamizal, a tract of land between El Paso, Texas, and Ciudad Juárez, Chihuahua, was divided between the United States and Mexico. | Map of the change to the United States in central North America on January 14, 1964 |
| August 4, 1965     | The Cook Islands became self-governing from New Zealand. It claimed the atolls of Pukapuka, Manihiki, Penrhyn, and Rakahanga. | Pacific Ocean:                                                                      |
| December 30, 1966  | Land on Diego Garcia in the Indian Ocean was leased from the United Kingdom for use as a military base. | без промена на мапи                                                                 |
| April 25, 1971     | The lease of the Corn Islands from Nicaragua was terminated. | без промена на мапи                                                                 |
| September 1, 1972  | The United States recognized the sovereignty of Honduras over the Swan Islands. | Caribbean Sea:                                                                      |
| March 1, 1977      | The United States claimed maritime borders west of the Strait of Juan de Fuca, within the Dixon Entrance, and in the Beaufort Sea that conflicted with claims of Canada. | без промена на мапи                                                                 |
| May 26, 1977       | Several parcels were exchanged between Texas and Mexico along the Rio Grande in areas near Presidio and Hidalgo, Texas, including the Horcón Tract, on which the town of Río Rico was located, and Beaver Island near Roma, Texas. In addition, Mexico ceded 823 acres (3,33 km2) to the U.S., while the U.S. ceded 2.177 acres (8,81 km2) to Mexico, primarily to straighten sections of the Rio Grande for flood control. | Map of the change to the United States in central North America on May 26, 1977     |
| December 16, 1977  | A treaty defining the maritime border with Cuba was signed; though it has never been ratified by the United States Senate, it is provisionally enforced by agreement renewed every two years. | без промена на мапи                                                                 |
| October 1, 1978    | Tuvalu became independent from the United Kingdom. It claimed the atolls of Funafuti, Nukufetau, Nukulaelae, and Niulakita. | Pacific Ocean:                                                                      |
| July 12, 1979      | The Republic of Kiribati became independent from the United Kingdom. It claimed Birnie Island, Canton Island, Caroline Island, Christmas Island, Enderbury Island, Flint Island, Gardner Island, Hull Island, Malden Island, McKean Island, Phoenix Island, Starbuck Island, Sydney Island, and Vostok Island. This dissolved the condominium of the Canton and Enderbury Islands.                                          | Pacific Ocean:                                                                      |
| October 1, 1979    | The Panama Canal Zone was ceded to Panama. The United States and Panama continued to share operational control of the canal until December 31, 1999, when it would be fully turned over to Panama. The United States retained control over several hundred specified areas to be turned over in piecemeal fashion over the years.                                                                                           | Caribbean Sea:                                                                      |
| November 24, 1980  | The maritime border between the United States and Venezuela was defined. | без промена на мапи                                                                 |
| September 17, 1981 | The United States recognized the sovereignty of Colombia over Roncador Bank and Serrana Bank, and the claim on Quita Sueño Bank was abandoned by the United States, as it was no longer above the seas at high tide, and thus the government considered it unclaimable. | Caribbean Sea:                                                                      |
| September 3, 1983  | The United States recognized the sovereignty of the New Zealand territory of Tokelau over Atafu, Fakaofo, and Nukunono, and defined the maritime border with Tokelau. | Pacific Ocean:                                                                      |
| September 8, 1983  | The United States recognized the sovereignty of the Cook Islands over Pukapuka, Manihiki, Penrhyn, and Rakahanga, and the maritime border with the Cook Islands was defined. | Pacific Ocean:                                                                      |
| September 23, 1983 | The United States recognized the sovereignty of Kiribati over Birnie Island, Canton Island, Caroline Island, Christmas Island, Enderbury Island, Flint Island, Gardner Island, Hull Island, Malden Island, McKean Island, Phoenix Island, Starbuck Island, Sydney Island, and Vostok Island. The United States recognized the sovereignty of Tuvalu over Funafuti, Nukufetau, Nukulaelae, and Niulakita.                    | Pacific Ocean:                                                                      |
| October 12, 1984   | The International Court of Justice made its judgment on where the maritime border should be in the Gulf of Maine between the United States and Canada. No land changed hands. The scope of the case did not include the sovereignty of Machias Seal Island, but the judgment enabled defining the extent of the disputed water area around that island (an area of 210 square nautical miles).                              | без промена на мапи                                                                 |
| October 21, 1986   | The Marshall Islands District of the Trust Territory of the Pacific Islands became independent as the Republic of the Marshall Islands. The Marshall Islanders had claimed Wake Island as part of their territory since at least 1973, and continued that after independence. | Pacific Ocean:                                                                      |
| November 3, 1986   | Most of the Trust Territory of the Pacific Islands was dissolved by the United Nations. The districts of Chuuk, Pohnpei, and Yap became independent as the Federated States of Micronesia. The Mariana Islands District, having already been taking moves towards integration with the United States, became a territory of the United States, the Commonwealth of the Northern Mariana Islands.                            | Pacific Ocean:                                                                      |
| June 1, 1990       | The maritime border between the United States and the Soviet Union was provisionally defined. The two countries agreed on this date to abide by the terms of the treaty pending its ratification and entry into force, but while it was ratified by the United States Senate on September 16, 1991, it is unknown if either the Soviet Union or its successor state, Russia, ratified it.                                   | без промена на мапи                                                                 |
| October 1, 1994    | The remaining district of the Trust Territory of the Pacific Islands, the Palau District, became independent as the Republic of Palau, dissolving the TTPI. | Pacific Ocean:                                                                      |
| June 1, 1995       | The maritime border between the United States and territories of the United Kingdom in the Caribbean Sea was defined. | без промена на мапи                                                                 |
| January 16, 1997   | Navassa Island was transferred to the United States Department of the Interior. | без промена на мапи                                                                 |
| November 13, 1997  | The maritime border between the United States and Mexico was defined. | без промена на мапи                                                                 |
| May 26, 1998       | The Supreme Court ruled that extra land added to Ellis Island since the original island was officially granted to New York in an interstate compact with New Jersey in 1834 belonged to New Jersey, owing to the fact that the island was within the territorial waters of New Jersey. The original natural boundary of Ellis Island remained an enclave of New York.                                                       | без промена на мапи                                                                 |
| December 31, 1999  | All former Panama Canal Zone parcels not turned over since 1979, as well as all joint canal operations areas, were transferred to Panama. | too small to map                                                                    |
| January 17, 2001   | The maritime border between the United States and Mexico on the continental shelf in the western Gulf of Mexico beyond 200 nautical miles was defined. | без промена на мапи                                                                 |
| November 24, 2009  | Six islands along the Rio Grande were ceded from Texas to Mexico, and three islands and two bancos were ceded from Mexico to Texas. The transfer, which had been pending for 20 years, was the first application of Article III of the 1970 Boundary Treaty. | too small to map                                                                    |
| September 23, 2014 | The maritime border between the United States and Niue was defined. The treaty was signed on May 13, 1997, but it was not ratified by the United States until at least 2002, and the United Nations shows it as entering into force on this date. | без промена на мапи                                                                 |
| January 1, 2017    | The border between North Carolina and South Carolina was clarified following years of surveys and negotiation, moving 19 homes across state lines. | too small to map                                                                    |
| November 30, 2020  | The State of Rhode Island and Providence Plantations adopted a constitutional amendment, renaming itself the State of Rhode Island. | без промена на мапи                                                                 |

## Bancos along the Rio Grande
The Banco Convention of 1905 between the United States and Mexico allowed, in the event of sudden changes in the course of the Rio Grande (as by flooding), for the border to be altered to follow the new course.  The sudden changes often created bancos (land surrounded by bends in the river that became segregated from either country by a cutoff, often due to rapid accretion or avulsion of the alluvial channel), especially in the Lower Rio Grande Valley. When these bancos are created, the International Boundary and Water Commission investigates if land previously belonging to the United States or Mexico is to be considered on the other side of the border. In all cases of these adjustments along the Rio Grande under the 1905 convention, which occurred on 37 different dates from 1910 to 1976, the transferred land was minuscule (ranging from one to 646 acres) and uninhabited.
-->